# Sun-bin Bong
Sun-bin Bong, född 1414, död efter 1436, var en koreansk kronprinsessa. Hon var gift med kronprins Munjong. Hon skildes från tronföljaren och fråntogs sin titel sedan det upptäcktes att hon hade en homosexuell kärleksaffär med sin piga So-ssang.